# So weit
So weit ist das 24. Studioalbum des deutschen Pop-Rock-Musikers Peter Maffay aus dem Jahr 2021.

## Entstehung und Veröffentlichung
Die Erstveröffentlichung von So weit erfolgte am 17. September 2021 bei Red Rooster. Das Album erschien in seiner Originalausführung als CD (Katalognummer: 19439920422) und LP (Katalognummer: 19439920421) mit elf Titeln.
Die Kompositionen und Texte entstammen von Peter Maffay (1, 2, 3, 4, 5, 6, 7, 8, 9, 10, 11), Johannes Oerding (1, 2, 3, 4, 5, 6, 7, 8, 9, 10, 11), Jan Bart Meijers (1,3), Benjamin Dernhoff (1, 2, 3, 4, 5, 6, 7, 8, 9, 10, 11) und Hendrikje Balsmeyer (10). Für die Produktion aller Lieder zeichneten Peter Maffay und Jan Bart Meijers verantwortlich.

## Inhalt und Stil
Bei So weit handelt es sich stilistisch um ein Pop-Rock-Album. Inhaltlich behandelt das Album überwiegend Lieder, die sich mit dem Thema Liebe auseinandersetzen.

## Titelliste
1. Jedes Ende wird ein Anfang sein – 3:41
2. Wenn wir uns wiedersehen – 4:44
3. Wounded Knee – 3:20
4. Odyssee – 4:22
5. So weit – 3:47
6. Weiter – 3:37
7. Lockdown Blues – 3:07
8. Nie mehr – 4:19
9. Wir – 3:34
10. Wann immer – 4:39
11. Wir zwei – 4:20

## Kommerzieller Erfolg

### Chartplatzierungen
| ChartsChartplatzierungen | Höchstplatzierung | Wochen |
| ------------------------ | ----------------- | ------ |
| Deutschland (GfK)        | 1 (16 Wo.)        | 16     |
| Österreich (Ö3)          | 21 (2 Wo.)        | 2      |
| Schweiz (IFPI)           | 5 (8 Wo.)         | 8      |

| ChartsJahrescharts (2021) | Platzierung |
| ------------------------- | ----------- |
| Deutschland (GfK)         | 31          |